# Шпандау
Шпа́ндау (нем. Spandau, от зап.-слав. Спудов; до 1878 г. Шпандов, Spandow) — один из 12 административных округов Берлина. До административной реформы 1920 года, когда появился Большой Берлин, имел статус города.

## История
Первые поселения на месте современного Шпандау появились в VIII веке, когда славянское племя гавелян построило укрепление у слияния рек Хафель (Гавель) и Шпрее. В 928 году крепость захватил король Германии Генрих I Птицелов, но уже к концу столетия славяне восстали и изгнали захватчиков. В 1156 году местность перешла под контроль маркграфа Альбрехта Медведя. Он возвёл на её территории крепость под названием Шпандов (Spandow, впервые упоминается в письменных источниках в 1197 году). Постепенно вокруг крепости выросло поселение, которому не позднее 1232 года были дарованы права города.
Окончание работ по возведению вокруг Шпандова крепостной стены датируется 1319 годом. Здесь в 1539 году Матиас фон Ягов причастил курфюрста Иоахима II к протестантской церкви, а в 1539 году указом самого курфюрста всё население города приняло протестантство. По его же инициативе было завершено строительство крепости (цитадели), начатое ещё в XIII веке.
В 1806 году город заняла французская армия под предводительством Наполеона. В 1812 году Наполеон I вновь вошёл в город и разместил в цитадели Шпандова 3 000 солдат и 115 орудий, после чего в следующем году её осадили армии Пруссии и России. 
Во время Первой мировой войны город стал одним из центров военной промышленности Германии — в его пределах располагались правительственные заводы, выпускавшие пушки, и пороховые фабрики. 1 октября 1920 года город Шпандау был присоединён к Берлину.
После Второй мировой войны Шпандау вошёл в британский сектор оккупации города, а в его тюрьме, которая была построена около цитадели ещё в 1876 году, содержали военных преступников.
В тюрьме Шпандау отбывал пожизненное заключение Рудольф Гесс. После освобождения Бальдура фон Шираха и Альберта Шпеера в 1966 году и до 1987 года (22 года) Гесс оставался единственным заключённым тюрьмы. Сразу после гибели Гесса тюрьма была снесена оккупационной администрацией.
В 2007 году Шпандау отпраздновал 775-летие городских прав.

## Достопримечательности

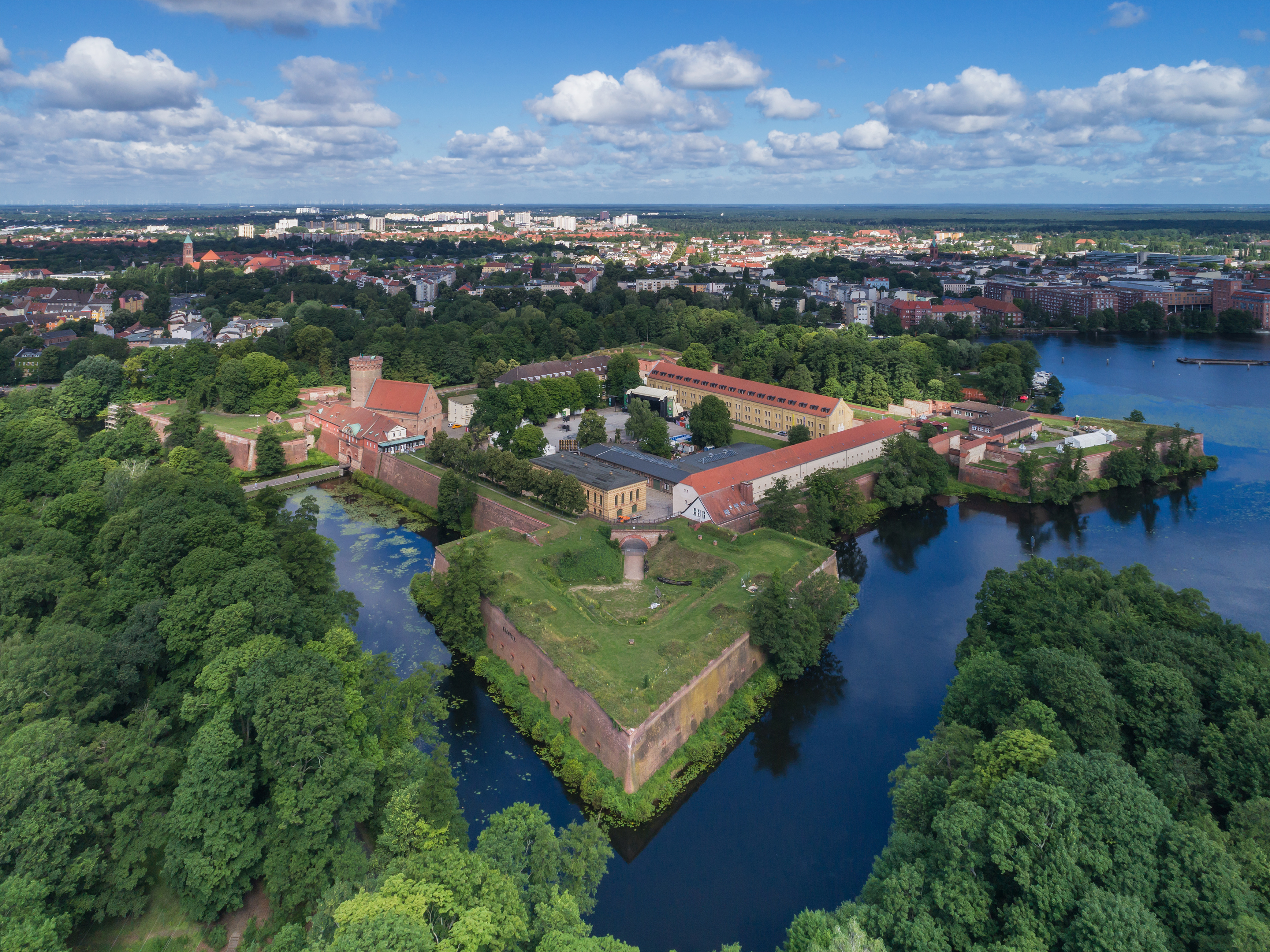
Цитадель Шпандау
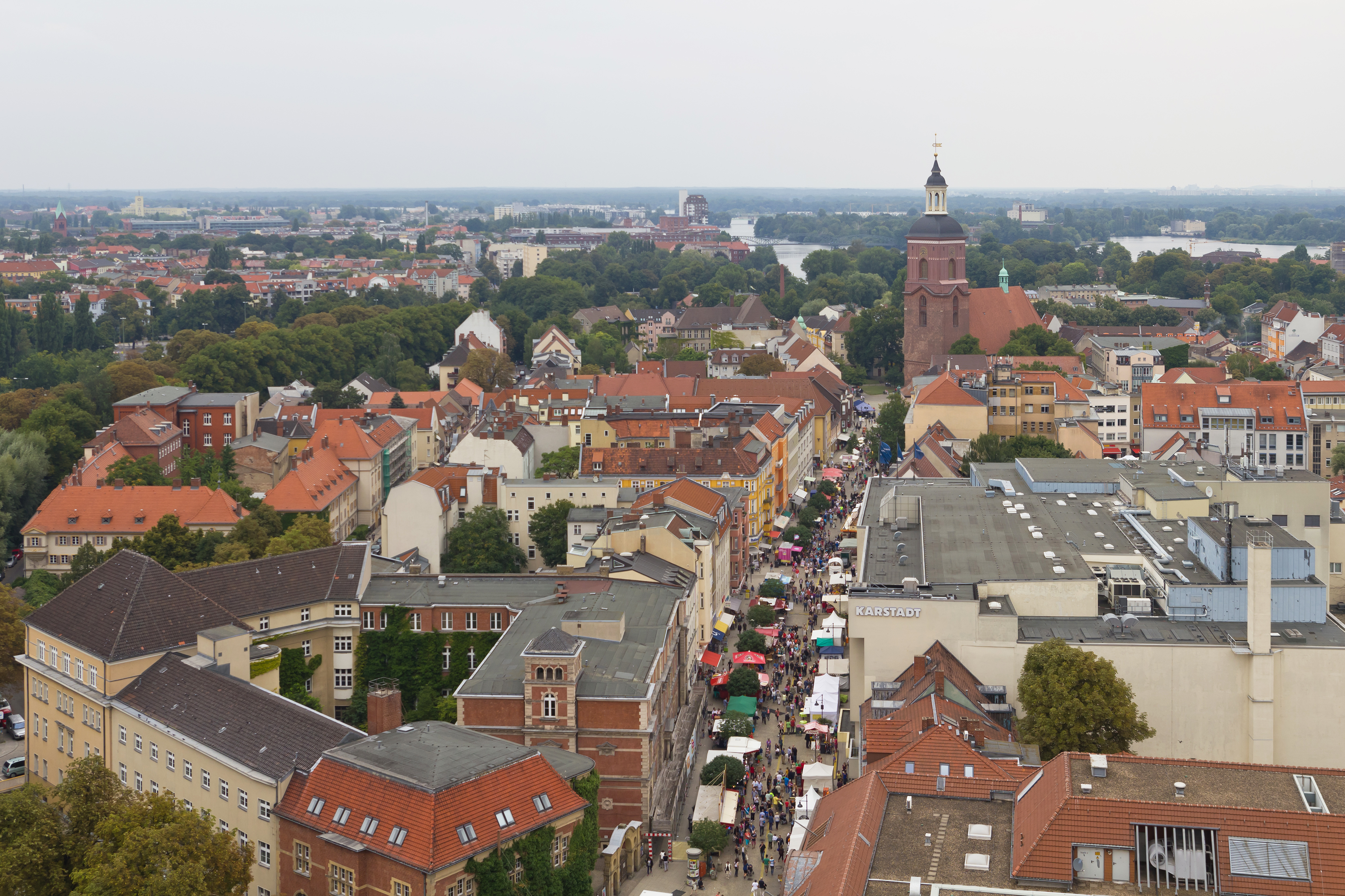
Старый город
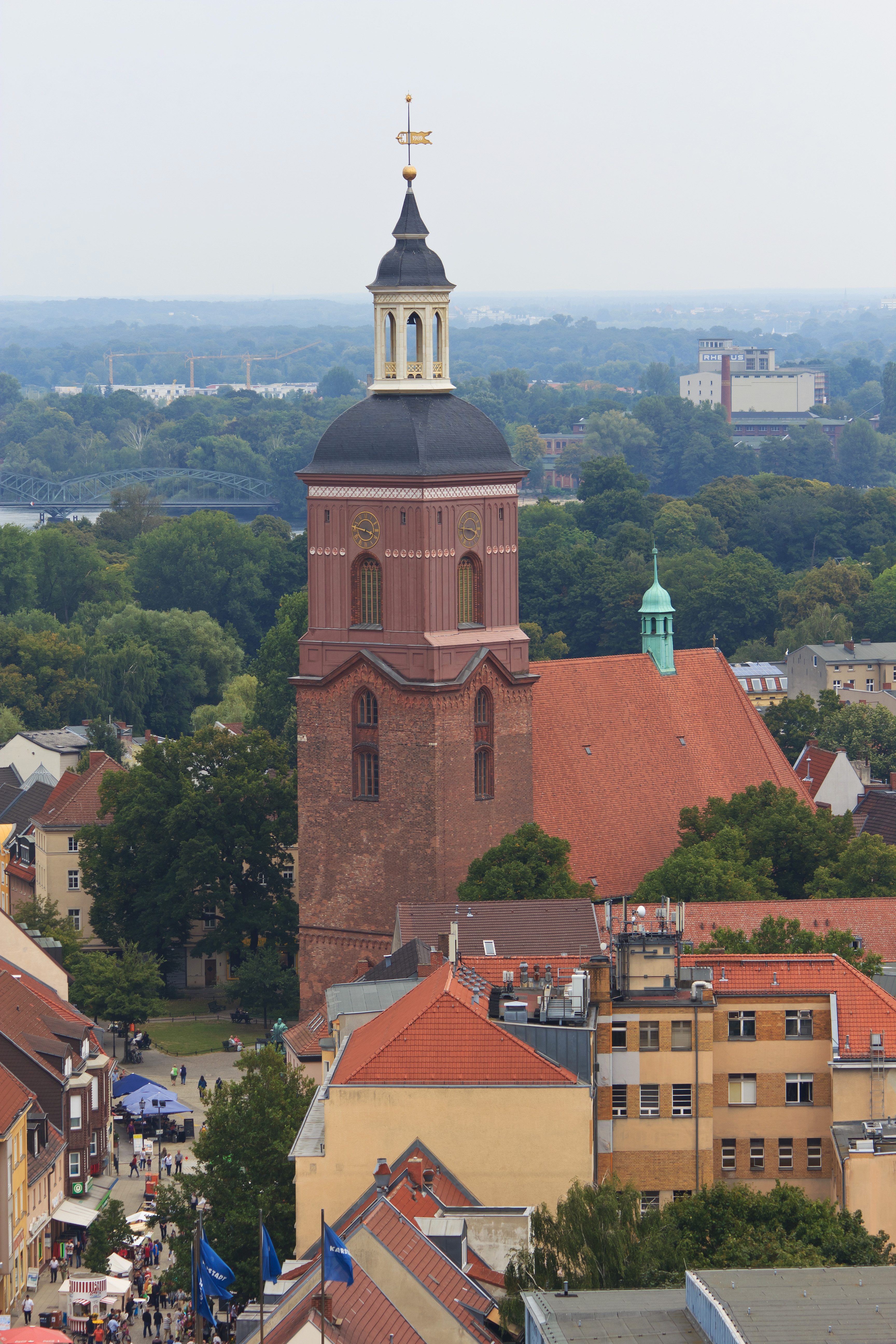
Церковь Святого Николая
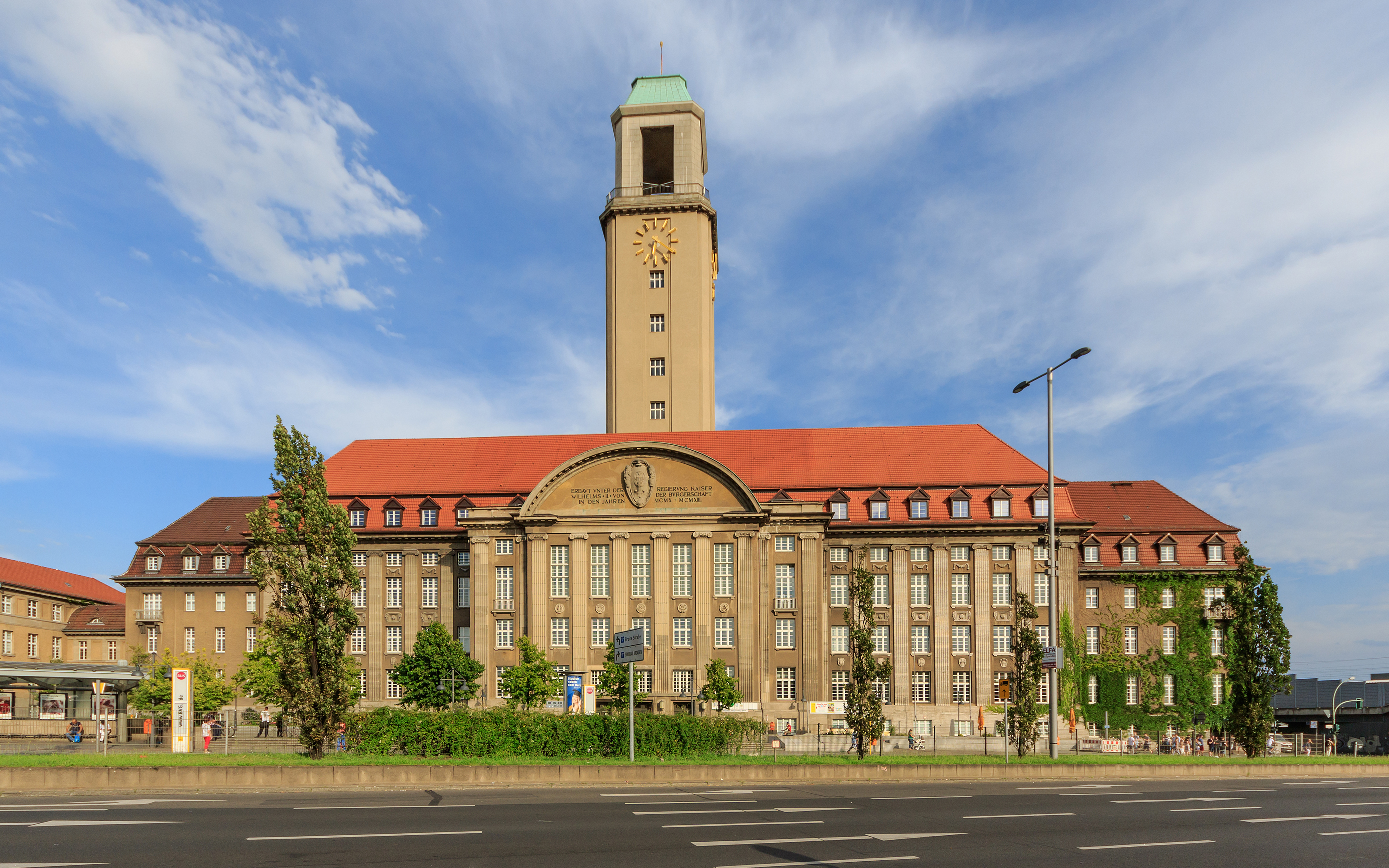
Ратуша
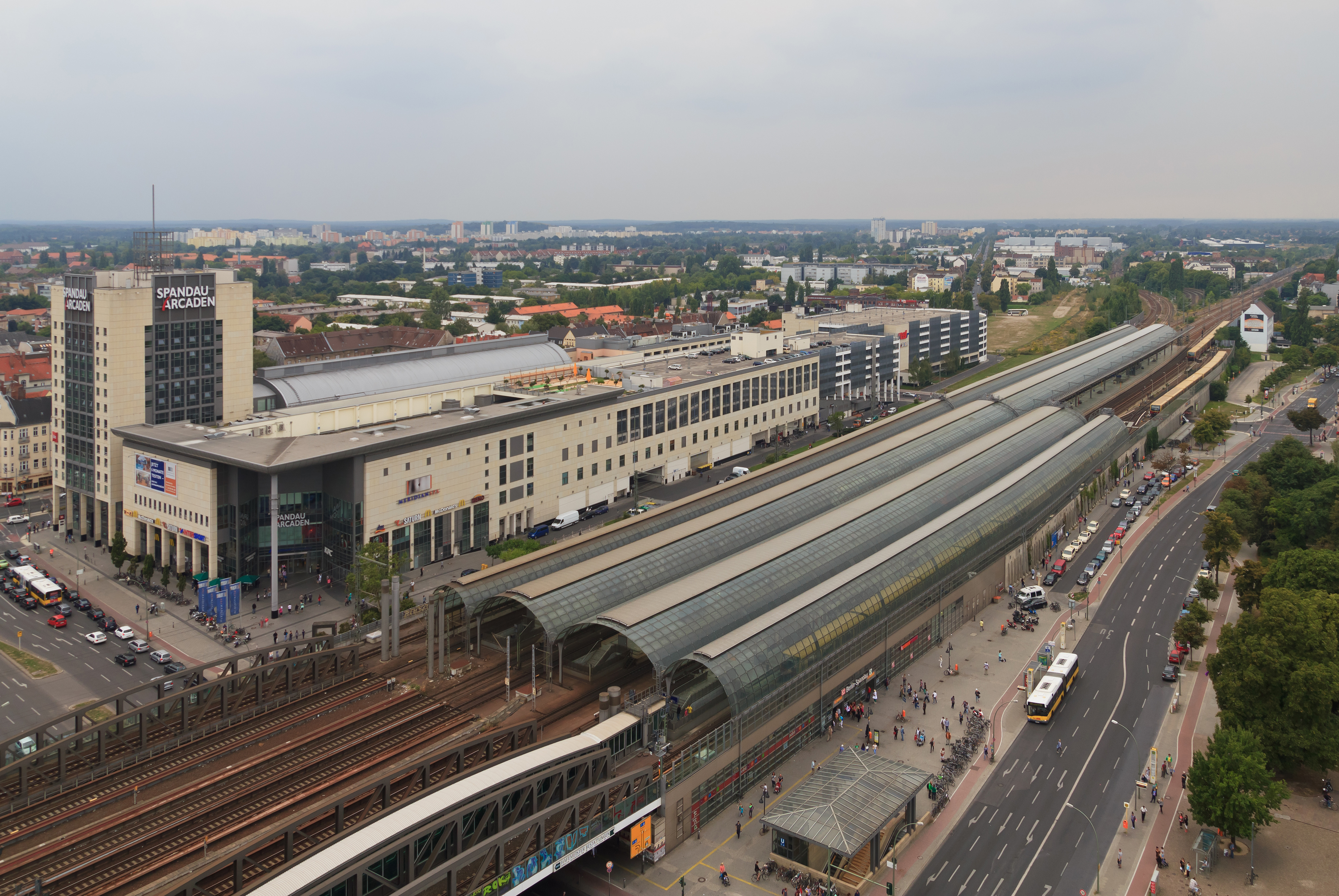
Железнодорожный вокзал

- Рождественская ярмарка в Шпандау

- Цитадель Шпандау
- Старый город
- Церковь св. Николая
- Ратуша
- Железнодорожный вокзал

## Города-побратимы
- Ашдод (ивр. אשדוד‎), Израиль
- Лутон (англ. Luton), Великобритания